# هجاء سياسي أردني
في بلد لا يتمتع بحرية التعبير الكاملة، كان الهجاء السياسي في الأردن وسيلة لانتقاد السلطات السياسية وتقديم المطالب إليها. سواء كان التعبير عنه في الصحافة كما هو الحال في الصحف الساخرة الأسبوعية، أو الرسوم المتحركة، أو النثر، أو كما هو الحال في الآونة الأخيرة، على منصات وسائل التواصل الاجتماعي عبر الإنترنت، يمثل الهجاء في الأردن نوعًا فريدًا يعكس الوضع المحلي والموقف تجاه القضايا المحلية والعالمية. لا يقصد بالهجاء السياسي الأردني الترفيه بشكل كامل، فقد تم استخدام الهجاء السياسي في الأردن كوسيلة للسخرية من الحكومات المنتخبة وفشلها في الإلتزام بالقضايا المحلية. كما هو حال الهجاء في جميع أنحاء العالم، يهدف الساخرون الأردنيون إلى استخدام التورية والإشارات غير المباشرة للتعامل مع الأمور المحظور التطرق لها، وتحدي القوانين التقييدية التي تمنع حرية التعبير، ونقل المظالم العامة.

## الهجاء الأردني المبكر
يجادل البعض في أن الأعمال المبكرة للهجاء السياسي في الأردن يمكن تتبعها في أعمال الشاعر الأردني الأكثر شهرة مصطفى وهبي التل الملقب بعرار، حيث كان يسخر في أعماله من الحياة الاجتماعية خلال السنوات التكوينية الأولى لـِ شرق الأردن. الكتابات الساخرة في الأردن كانت متاحة للجمهور فقط ابتداءً من الستينيات.
بحسب روايات نادرة عن تاريخ الهجاء السياسي الأردني وكما هو موجود في مذكرات الصحفي الأردني فيصل محمد أوكال، فإن كتابات فخري قعوار كانت أولى الأعمال الساخرة التي نُشرت باللغة العربية في الصحيفة القديمة (عمان المساء). تضمنت كتابات قعوار مقالات قصيرة وجهت بشكل رئيسي انتقادات خفيفة للحكومة. واجهت الصحيفة، والتي ألهمت الصحافة الساخرة في وقت لاحق، صدامً مع السلطات الأردنية في عام 1964، بعد نشرها مذكرات وصفي التل في الحرب العربية الإسرائيلية عام 1948، تَلِيها نشر يوميات أحمد الشقيري مما أدى إلى إغلاق الصحيفة نهائيًا في عام 1975.
في وقت لاحق من أوائل الثمانينيات، نشر قعوار الأعمال الساخرة الأولى بما في ذلك يوميات فرحان فرح سعيد في عام 1982، والتي تم تعديلها كنص لمسلسل كان له نفس الاسم في منتصف الثمانينيات، وقصة «أنا البطريرك» التي نُشرت عام 1981.

## تطوّر الهجاء في الثمانينات
بدأ الهجاء السياسي في الأردن بالتطور في ثمانينيات القرن الماضي في كتابات محمد طملية، الذي أدخل عناصر جديدة لهذا النوع في عموده في جريدة الدستور بعنوان «شاهد عيان». استخدم أسلوبًا سرديًا مستعارًا من النثر باستخدام الواقعية التبسيطية، والتناقضات الساخرة، ومجموعة واسعة من التشابهات غير العادية.
علاوة على ذلك، استخدم طملية جملًا موجزة والتي رسمت صورًا واضحة للواقع وتصويرات صريحة، مما سمح للخصائص الأردنية بالتميز. كان غير تقليدي وكانت مقالاته خالية من اللغة المنمقة والكليشيهات. وفقًا للنقاد، كان طملية شخصية أدبية وليس مجرد كاتب عمود.
في إحدى مقالاته، «الطلقة الثالثة»، يتحدث طملية عن حياته قائلاً:
" أنا شخصياً لم أعش بعد، ولم يتراكم في حياتي زخم يستحق الكتابة عنه: كل ما في حوزتي من تجارب سخافات، مع أنّني أعتبر طفولتي في قرى الجنوب وانتقالي عند اليفوع للعيش في “مخيم الحسين” وضعية خاصة جعلتني أكون “أردنياً من أصل فلسطيني” و”فلسطينياً من أصل أردني” وقد بنيت كل مواقفي السياسية منها تحديداً على أساس العلاقة “الكاثولوكية” بين الشعبين الشقيقين”. ويتابع طمليه: ربما أنّ دراستي في بغداد وموت أبي ودفنه في العاصمة الحبيبة المحتلة (في إشارة إلى بغداد) جعلتني عراقياً: عراقي شيعي وسني في الوقت نفسه، ومسيحي مثل صليب".
لأكثر من 28 عامًا، وحتى وفاته في عام 2008، نشر طملية مئات المقالات، والعديد من الكتب، التي تحدثت ووصفت بشكل رئيسي بؤس الفئات المعوزة والمهمشة، بما في ذلك الناس في الحي ال	ي سكنه في شرق عمّان. وبالحديث عن الفئات المهمشة، انتهك طملية معايير الصحافة الأردنية، التي كانت رسمية ومحافظة عند معالجة القضايا الاجتماعية. فقد فعل طملية ما لم يفعله العديد من الكتاب الأردنيين في ذلك الوقت، وهو انتقاد المجتمع ومعاييره وتقاليده وحتى نفسه. ويقال على نطاق واسع بين النقاد الأردنيين أن كتابات طملية الساخرة وطريقة تلقيها شجعت المزيد من الصحف اليومية الأردنية على تخصيص مساحة لهذا النوع.
بالإضافة إلى عمود طملية، ظهر هجاء آخر في الصحيفة الأردنية الساخرة جريدة شيحان، التي تأسست عام 1984. خصصت الصحيفة صفحات لكتابات محرر ساخر تحت الاسم المستعار «شيحو». برزت الصحيفة لتصبح واحدة من أكثر المطبوعات قراءة في الأردن، وعلى الرغم من طبيعتها الساخرة، فقد اعتبرت واحدة من أهم المنتديات للأخبار والشؤون العامة. في عام 2006، أعادت صحيفة شيحان نشر الرسوم الكاريكاتيرية للرسول محمد الصادرة عن صحيفة يولاند بوستن مما أدى إلى غضب عام بلغ ذروته بإقالة رئيس تحرير الصحيفة جهاد المومني.

## هجاء التسعينات في مرحلة انفتاح ما بعد الديمقراطية
في أوائل التسعينات، عقد الأردن أول انتخابات برلمانية له منذ 22 عامًا، وألغى الأحكام العرفية والتي كانت سارية لمدة 33 عامًا وسمح بتكوين وعمل الأحزاب السياسية. وعدت المرحلة الجديدة بظهور وسائل إعلام وفنون ليبرالية تمثلت في ازدهار مسرحيّ في البلاد تزامن مع وصول مئات الآلاف من الفلسطينيين الذين فروا من الكويت بعد حرب الخليج في عام 1991.
في عام 1993 أسس نبيل صوالحة وهشام يانس، والذين عادوا إلى الأردن من الكويت بعد الحرب، مسرح نبيل وهشام حيث أقاموا العديد من المسرحيات الناجحة بما في ذلك «أهلًا برلمان»، و«أهلاً نظام علامي جديد»، و«أهلًا مؤتمر قمة عربية»، و«أهلًا تطبيع».
أثبتت مسرحيات نبيل وهشام ظاهرة في الهجاء الأردني المتمثلة في القدرة على الهروب من رقابة الدولة وكونهم أول الكوميديين الأردنيين الذين يسخرون من القادة العرب ويقلدونهم على مسرحٍ عربي. اعتبر الكوميديان أن مسيرتهما خالية من المخاطر، معتقدين أن هناك هامشًا من الحرية في ذلك الوقت، وأنهما بحاجة إلى انتقاء ألفاظ لغتهما في مناسبات معينة.
في مسرحيتهم «أهلًا نظام عالمي جديد»، والتي جاءت في أعقاب حرب الخليج عام 1990، قدم الثنائي منظورًا عربيًا نادرًا لما وعد به النظام الجديد في ذلك الوقت. استخدم كل من هشام يانس ونبيل صوالحة الرمزية واللغة الضمنية، التي كانت تفتقر في بعض الأحيان إلى الوضوح، عند استخدامها للإشارة إلى قضايا حساسة. كانوا يحاولون بشكل رئيسي اختبار حدود التسامح المقدمة بعد إلغاء الأردن لقانون الأحكام العرفية في عام 1989. جذبت المسرحية، والتي استمرت لمدة 20 شهرًا، اهتمام الملك الراحل حسين والذي حد حضوره من الرقابة في المستقبل. 
في ظل الانفتاح الديمقراطي، نُشرت صحيفة ساخرة في منتصف التسعينات. في عام 1996، تم إطلاق صحيفة عبد ربه الأسبوعية من قبل الكاتب الساخر يوسف غيشان وبيعت في الأسابيع الأولى آلاف النسخ. في عام 1997 وبعد اعتماد نسخة معدلة من قانون المطبوعات والنشر، أغلقت الصحيفة؛ بسبب عدم القدرة على تلبية المتطلبات والغرامات المنصوص عليها في القانون. 

## قانون المطبوعات والنشر في عام 1997
بعد فترة قصيرة من الحرية الإعلامية، أجرت حكومة عبد السلام المجالي على قانون المطبوعات والنشر لعام 1993 تغييرات لإضافة تدابير رقابة جديدة. بموجب التعديلات الجديدة، تم منح إدارة المطبوعات والنشر المزيد من الصلاحيات لتنظيم المطبوعات والصحافة، وتم تفويضها لممارسة الرقابة على المنشورات مما يسمح لها وللحكومة أن تتحكم بشكل مطلق في جميع الهيئات الإعلامية.
كما رفع القانون الحد الأدنى لرأس المال المطلوب لتأسيس الصحف. كما يحظر القانون نشر الشائعات أو المعلومات الكاذبة وأي أخبار أو مواد قد تضر بالوحدة الوطنية وأي مادة تشجع على الإضراب العام أوالمعارضة.
في عام 1998 صادق البرلمان على قانون المطبوعات والنشر رقم 18 لعام 1998، والذي اعتبر متطابقًا تقريبًا مع قانون عام 1997. وفي عام 1999 قدمت الحكومة مشروع تعديل لقانون المطبوعات والنشر لعام 1998 إلى البرلمان. ألغى القانون المعدل لعام 1999 العديد من القيود المنصوص عليها في قانون عام 1998، وخفض الحد الأدنى لرأس المال المطلوب للصحف الأسبوعية. 
أدى هذا القانون إلى إيقاف العديد من الصحف الرائدة المملوكة للقطاع الخاص، والتي كانت أغلبيتها ضمن فئة موازنة أقل من المطلوب، مثل عبد ربه، وحوادث الساعة، وغيرها من الصحف التي فشلت في الامتثال لهذا الشرط المسبق. وعلى الرغم من التعديلات اللاحقة، ظل القانون كما هو إلى حد كبير، وتحت مظلته فقط وسائل الإعلام الرسمية هي من هيمنت على المشهد.

## الرسوم الساخرة
تعتبر الرسوم الكاريكاتيرية في الأردن أداة قوية للتعبير عن الآراء السياسية. ويعتبر عماد حجاج رائداً في رسم الرسوم الساخرة التي تصور الشخصيات السياسية الأردنية، بما في ذلك الملك نفسه. ظهرت أول شخصيات حجاج الكرتونية وأكثرها شهرة، أبو محجوب، لأول مرة في عام 1993 حيث صورت رجلًا أردنيًا غاضبًا يعلق لافتة ترويجية للانتخابات، مكتوبًا عليها «لا للعمال الأجانب» بينما يصرخ في نفس الوقت على عامل مصري لمساعدته على تعليق اللافتة.
في عام 1999 رسم حجاج رسماً كاريكاتيرياً غير مسبوق عندما صور الملك عبد الله الثاني متنكراً كمواطن عادي، بطريقة تظهر للأردنيين أن يكونوا على بينة من طريقة الملك الجديد في مراقبة الأمور. وكونها المرة الأولى لتصوير الملك، أثارت الرسومات تساؤلات حول مدى قدرة حجاج على دفع حدود الهجاء في الأردن. وبينما تعتبر إهانة الملك والعائلة المالكة في الأردن جريمة، إلا أن رسوم الحجاج الكاريكاتيرية لم يُنظر إليها على أنها سخرية من الملك.
من خلال آلاف الرسوم الكاريكاتيرية، عالج حجاج العديد من المشاكل السياسية والاجتماعية في الأردن. كما انتقد العديد من رؤساء الوزراء الأردنيين وسخر من البرلمان. تم حظر العديد من رسوم الحجاج الكاريكاتيرية، بما في ذلك العديد من الصور المثيرة للجدل لمظاهرات ما بعد الربيع العربي. تم نشر أحدها على الإنترنت تحت عنوان «دبكة الإصلاح». حيث يحذر أبو محجوب الراقصين من أداء رقصة علي بابا وبدلاً من ذلك اختيار أي شخصيات أسطورية أخرى، مثل سندباد أو شهرزاد. «علي بابا» هو لقب استخدمه النشطاء في مظاهرات ما بعد الربيع العربي للإشارة إلى الملك عبد الله الثاني الذي، وفقًا لهم، وإلى جانب أربعين لص، سرقوا أصول البلاد.
رسم كاريكاتيري آخر للحجاج أثار الجدل حول هروب رجل أعمال مدان من السجن. في عام 2011 وبينما كان الجمهور الأردني يضغط من أجل عملية مكافحة فساد حقيقية، ساعد المسؤولون في تسهيل هروب المسؤول أردني ورجل أعمال، خالد شاهين، الذي اعتقل بسبب التورط في قضايا فساد. حول هذا الموضوع، رسم حجاج رسما كاريكاتيريًا تناقش فيه شخصياته الرئيسية هروب شاهين، قائلًا إن الحكومة تفتح ملفات فساد ولكن في نفس الوقت تفتح أبواب السجن.

## الهجاء في الأردن بعد عام 2000
أعمدة ساخرة بدلاً من الصحف
مع إدخال قوانين تقيد الحريات الإعلامية والتي أجبرت الصحف الأسبوعية على إقاف النشر، وجد كُتاب الهجاء الأردنيون طريقهم إلى الأعمدة اليومية المنشورة في الصحف اليومية الرائدة في الأردن، مثل الرأي، و الدستور، والعرب اليوم. ومن أبرز الأسماء التي أصبحت معروفة في الأردن منذ عام 2000 أحمد حسن الزعبي، وكمال النصيرات، ويوسف غيشان، وأحمد أبو خليل، وغيرهم.
بالنظر إلى النشر السريع لمقالاتهم عبر وسائل التواصل الاجتماعي، أصبح كُتاب الأعمدة الأردنيين فعّالين في تشكيل الرأي العام بطريقة خفية. على سبيل المثال، اكتسب أحمد حسن الزعبي، الذي يكتب في صحيفة الرأي، شهرة بسبب كتاباته الساخرة التي لفتت انتباه الأردنيين. أفضل أسلوب يمكن وصفه بأنه أسلوب بسيط ولكنه غير مباشر، يخفي انتقادات لاذعة للمشهد السياسي والاقتصادي والاجتماعي في البلاد.
وجد الأردنيون في إحدى أشهر مقالات الزعبي، والتي رفعت الوعي بقضية محلية لم تُسوى بعد، صوت العقل الذي استخدم لغة بسيطة بنبرة ساخرة لمعالجة موضوع خطيروهو: إنشاء مفاعل نووي. وفي مقال بعنوان «لماذا نرفض النووي؟»، نفى الزعبي رواية الحكومة عن النجاح المضمون للمفاعل النووي كمصدر جديد للطاقة. يُخاطب المسؤولين عن المشروع بمجرد إخبارهم أن الأردنيين لا يثقون بهم. يشير الزعبي إلى تصريحات رئيس هيئة الطاقة الذرية الأردنية التي تدافع عن المخطط وتحاول أن تطمئن الأردنيين أن ما حدث للمفاعل النووي الياباني لـِمحطة فوكوشيما دايتشي للطاقة النووية لا يمكن أن يحدث في الأردن لأنه كان خطأ إداري «ياباني». يجادل الزعبي بمكر أنه إذا ارتكب اليابانيون أخطاء على الرغم من خبرتهم الطويلة في المجال، فلماذا يكون الأردنيون، إذا أُخذ بالاعتبار عدم خبرتهم، محصنين ضد مثل هذه الأخطاء؟ تم تداول حجة الزعبي على نطاق واسع عبر فيسبوك ولعبت دورًا في إلقاء الضوء على الخطر المحتمل للمفاعل. شجع تداول مقالاته على نطاق واسع الزعبي على نشر مجموعتين من المقالات على شكل كتب. الأولى هو «سواليف» عام 2006 والثانية الممعوط (الطير فاقد الريش) في عام 2008. 
قبل مجموعات الزعبي، نشر الكاتب الساخر الأردني الأبرز محمد طملية مجموعتين في عامي 2004 و 2007. الأولى كانت «يحدث لي دون سائر الناس» واحتوت رسوم متحركة مختارة رسمها عماد حجاج. والثانية: إليها بطبيعة الحال- نصوص خادشة للحياد العام.
من خلال اختيار العنوان الفرعي، نصوص خادشة للحياد العام، والذي يُعد تلاعب بالكلمات، حياد عام بدلاً من حياء عام، حاول طملية الانحراف عن الأدب الأردني السائد. في كتابه هذا، والذي أخذ شكل مقالات وقصص قصيرة، يشير طملية إلى الإخفاقات السياسية المحلية والعربية. وفي إحدى مقالات الكتاب بعنوان «أوراق التين»، اختزل طملية المساحات الشاسعة من الأراضي العربية إلى ورقة تين لا تخفي عيوب الدول العربية. ينتقد الحدود المزيفة التي تُجزأ «الوطن العربي الواحد» وتلك التي تؤدي إلى ضغائن «حدودية» تزعزع العلاقات الأخوية ، مضيفًا بأن:
«غالبًا ما تكون الحدود في الصحراء، والتي تكون في فوضى، قضايا مثل» السيادة«وطرد السفراء وإغلاق نقاط التفتيش والمطالبة بإعادة صياغة الحدود تؤدي إلى وصول العلماء الذين يرتدون سراويل باللون الكاكي وقبعات مصحوبين بالنساء الجميلات على متن سيارات جيب. أولئك الذين رسموا الحدود في الماضي يأتون من كل مكان لرسمها مرة أخرى. تسعى كل دولة للحصول على قطعة جديدة من» البرية«ولن تفهم أبدًا سبب حرصهم على توسيع منطقة في» وطن«حيث لا يستطيع البشر تحمل ثمن قطعة من القماش لإصلاح ملابسهم، ولا حتى مع» ورقة تين"" 

## هجاء ما بعد الربيع العربي
الآن فهمتكم
عنوان المسرحية مستوحى من التصريح الشهير للرئيس التونسي المخلوع: الآن أنا أفهمك. من تأليف أحمد حسن الزعبي وموسى حجازين والذي تولى دور البطولة في المسرحية باسم أبو صقر، وهو الديكتاتور الأردني الأب الذي قررت زوجته وأطفاله التمرد عليه في أعقاب الربيع العربي. تتضمن المسرحية مشاهد تسلط الضوء على القضايا الأردنية الملحة مثل الفساد، واستحواذ النظام على الأراضي العامة، وطريقة تكوين الحكومات في الأردن، والوحدة الوطنية، ونتائج لجنة الحوار الوطني، التي تم تشكيلها عام 2011 لإجراء تعديلات دستورية. تعتبر المسرحية سمة مميزة في الهجاء السياسي الأردني لما بعد 2011، لأنها تجاوزت الخطوط الحمراء على أشياء لا يتم الحديث عنها عادة في الساحة العامة الأردنية.
رسوم خرابيش المتحركة وكوميديات الستاند-أب
قامت شركة خرابيش، وهي شركة أردنية أنتجت رسوم متحركة منذ عام 2008، بزيادة إنتاجها بعد عام 2011. استضافت الشركة في مقرها الذي يقع في جبل عمان العشرات من الكوميديين الأردنيين والعرب الذين قدموا عروضًا تناولت قضايا اجتماعية وسياسية. قدمت خرابيش أسماء شابة جديدة للهجاء الأردني بما في ذلك رجائي قواس ونيكولاس خوري وليث العبادي، الذين برزوا على قناة خرابيش على اليوتيوب «N2Oكوميديا».
قناة رؤيا
بعد تأسيس قناة رؤيا الليبرالية، وجد الكوميديون الأردنيون الشباب منصة جديدة ومساحة للتحدث عن آرائهم حول القضايا السياسية المحلية والإقليمية. ناقش البرنامج التلفزيوني المحظور حديثاً «حكي جرايد» قضايا اللاجئين والانتخابات والفقر وإسرائيل وعملية السلام والهوية الأردنية والإصلاح والمواطنة. تميز البرنامج ببث التقارير التي تقابل المواطنين الأردنيين العاديين يسألهم عن رأيهم في القضايا السياسية الصاعدة. تم حظر العرض مؤخرًا بسبب استخدام الألفاظ النابية ، وفقًا لإدارة قناة رؤيا.